# Watanabe E9W
Le Watanabe E9W, (désignation officielle: hydravion de reconnaissance Watanabe Type 96 (九六式小型水上機)
- code allié : "Slim".
Développé par Kyūshū Hikōki K.K. pour la marine impériale japonaise,
c'était un hydravion biplace  de reconnaissance embarqué sur sous-marins de Classe Type A ou Classe Type B.

## Conception et développement
En janvier 1934, la marine impériale japonaise avait besoin d'un hydravion de reconnaissance biplace pouvant être exploité à partir de ses sous-marins de type J-3, et a passé commande à Watanabe pour la conception et le développement d'un avion répondant à ce besoin, le premier des trois prototypes volant en février 1935.
L'E9W était un hydravion monomoteur à deux places et deux flotteurs à portée inégale, conçu pour être facilement démonté afin d'être rangé dans le hangar d'un sous-marin, pouvant être remonté en deux minutes 30 secondes et démonté en une minute 30 secondes. Il était armé d'une mitrailleuse de 7,7 mm actionnée par l'observateur. Après avoir testé avec succès l'un des prototypes sur le sous-marin I-5, une commande a été passée pour un lot de production de 32 avions, désigné E9W1.

## Historique des opérations
L'avion est entré en service en 1938 avec le service aérien de la marine impériale japonaise sous le nom de "Petit hydravion de reconnaissance Type 96 de la marine", le dernier ayant été livré en 1940. Bien qu'il ait été remplacé par le monoplan Yokosuka E14Y, il était encore en service en première ligne au moment de l'attaque japonaise sur Pearl Harbor, et est resté en service jusqu'en juillet 1942, étant utilisé pour diriger leurs sous-marins porteurs sur les navires chinois qui tentaient de passer le blocus japonais de la mer de Chine méridionale.

## Opérateurs
Japon
- Service aérien de la Marine impériale japonaise

## Spécifications (E9W1)
Données du livre War Planes of The Second World War: Volume Six: Floatplanes
Caractéristiques générales
- Equipage : 2 (pilote, observateur)
- Longueur : 8 m
- Envergure : 9,91 m
- Hauteur : 3,71 m
- Surface alaire : 23,51 m2
- Poids à vide : 882 kg
- Poids maximum au décollage : 1 253 kg
- Propulsion: 1 moteur Hitachi Tempu II, 9 cylindres radiaux, 224 kW (300 ch)

Performance
- Vitesse maximale : 232 km/h
- Vitesse de croisière : 148 km/h
- Rayon d'action: 731 km
- Autonomie: 4,9 heures
- Plafond de service : 6 740 m (22 100 pieds)

Armement
- 1 mitrailleuse 7,7 mm